# Сан Роко (Сондрио)
Сан Роко је насеље у Италији у округу Сондрио, региону Ломбардија.
Према процени из 2011. у насељу је живело 118 становника. Насеље се налази на надморској висини од 900 м.